# Seger Bonifant
Seger John Bonifant (Berlín, Ohio, 5 de diciembre de 1993) es un baloncestista estadounidense que pertenece a la plantilla del SPM Shoeters Den Bosch de la DBL, la primera división holandesa. Con 2,01 metros de estatura, juega en la posición de alero.

## Trayectoria deportiva

### Universidad
Jugó cuatro temporadas con los Hilltoppers de la Universidad West Liberty, de la División II de la NCAA, en las que promedió 16,7 puntos, 3,8 rebotes y 2,0 asistencias por partido. En sus dos últimas campañas fue elegido Jugador del Año de la Mountain East Conference e incluido en el mejor quinteto de la conferencia. En su temporada júnior batió el récord histórico de la División II de la NCAA en porcentaje de triples, al anotar hasta ese momento 259 lanzamientos de 480 intentos, un 54% (al término de su carrera bajó a un 52,5%).

### Profesional
Tras no ser elegido en el Draft de la NBA de 2016, en el mes de agosto firmó su primer contrato profesional con el Club Baloncesto Clavijo de la LEB Oro española, donde jugó una temporada en la que promedió 9,2 puntos y 2,0 rebotes por partido.
Al año siguiente fichó por el Erdgas Ehingen de la ProA, la segunda división alemana, donde en su primera temporada promedió 12,6 puntos y 2,5 asistencias por partido, lo que propició que renovara por una temporada más.